# 나가레야마오타카노모리역
나가레야마오타카노모리역(일본어: 流山おおたかの森駅→나가레야마 참매의 숲역)은 일본 지바현 나가레야마시에 있는 철도역이다.

## 역 구조

### 수도권 신도시 철도
섬식 승강장 2면 4선의 고가역이다.
보통·구간 쾌속·통근 쾌속(2012년 10월 15일 다이어 개정부터)·쾌속 모두 정차한다.

#### 승강장
| 번선 | 노선                 | 방향 | 행선                       |
| ---- | -------------------- | ---- | -------------------------- |
| 1・2 | TX 쓰쿠바 익스프레스 | 하행 | 모리야 · 쓰쿠바 방면       |
| 3・4 | TX 쓰쿠바 익스프레스 | 상행 | 기타센주 · 아키하바라 방면 |

- 스크린도어: 있음

### 도부 철도
도부 철도(도부 이세사키 선 오시아게 역을 포함)에서 가장 새로운 역이다.
상대식 승강장 2면 2선의 지상역에서 교상역사를 가진다. 역 업무는 당초 이 회사의 직영이었는데 후에 도부 철도 정거장 서비스에 위탁되었다.
발차 멜로디는 가스카베 역과 같은 곡을 사용하고 있다.
개찰구 내 대합실과 승강장에 발차표가 설치되어 있다.

#### 승강장
| 번선 | 노선                | 방향 | 행선                               |
| ---- | ------------------- | ---- | ---------------------------------- |
| 1    | 도부 어반 파크 라인 | 상행 | 노다시 · 가스카베 · 오미야 방면    |
| 2    | 도부 어반 파크 라인 | 하행 | 가시와 · 신카마가야 ·후나바시 방면 |

## 역 주변
역명의 '참매의 숲'이란, 이 역에서 볼때 서쪽에 있는 약 50ha의 삼림, 통칭 ‘이치노야의 숲(市野谷の森)’을 가리키는 것이며, 멸종 위기종인 참매가 서식하고 있다는 이유로, 역명의 일부로 채용되었다.
하지만, 이름을 붙여 두었으면서 버블 전후의 광역 개발이나 ‘대도시 지역의 택지 개발 및 철도 정비의 일체적 추진에 관한 특별 조치법’에 의거한 쓰쿠바 익스프레스 연선 개발에 의해 숲은 반 이상이 벌채되어, 2005년 3월 현재 20ha 남짓만이 남아있다.
그 영향인지, 플랫폼이나 노선도에 참매가 들어오거나 하는 일도 있다. 그래도 택지화가 진행된 나가레야마 시 남부 (그리고 지바 현 히가시카쓰시카 지역)에 있고 상당히 귀중한 삼림이라는 것은 변함없고, 지역 주민이나 일부 자연 보호 단체는 이치노야의 숲을 지나는 구간을 지하로 건설하는 것을 바라고 있었다. 결과적으로 철도는 고가로 건설되었지만 관계자가 ‘보전 계획’을 책정했고, 일대를 일본 최초의 도시보전림 ‘현립 이치노야의 숲 공원’으로서 정비하였으며 역 주변의 산도 어느 정도 남겨 두게 되었다.
주변 지역은 숲, 부락이나 소규모의 신흥 주택지 등이 산재한다.
- 나라레야마 도요시키 영원
- 나가레야마 그린 테니스 클럽
- 오쿠토미 관광과수원
- 스카 관광과수원

※이 시설들은 역에서 도보 거리에 있지만, 쓰쿠바 익스프레스 선 개통과는 그다지 관계가 없다.

## 역사
- 2005년 8월 24일: 쓰쿠바 익스프레스 개통에 따라 영업개시. 그에 맞추어 교차하는 도부 철도 노다 선의 역도 영업을 개시했다.
- 2008년 10월 10일: 도부 철도 노다 선 승강장에 발차 멜로디 도입.
- 2009년 12월 1일: 도부 철도의 역 업무를 도부 철도 정거장 서비스에 위탁했다.

## 사진 (2022년 촬영)

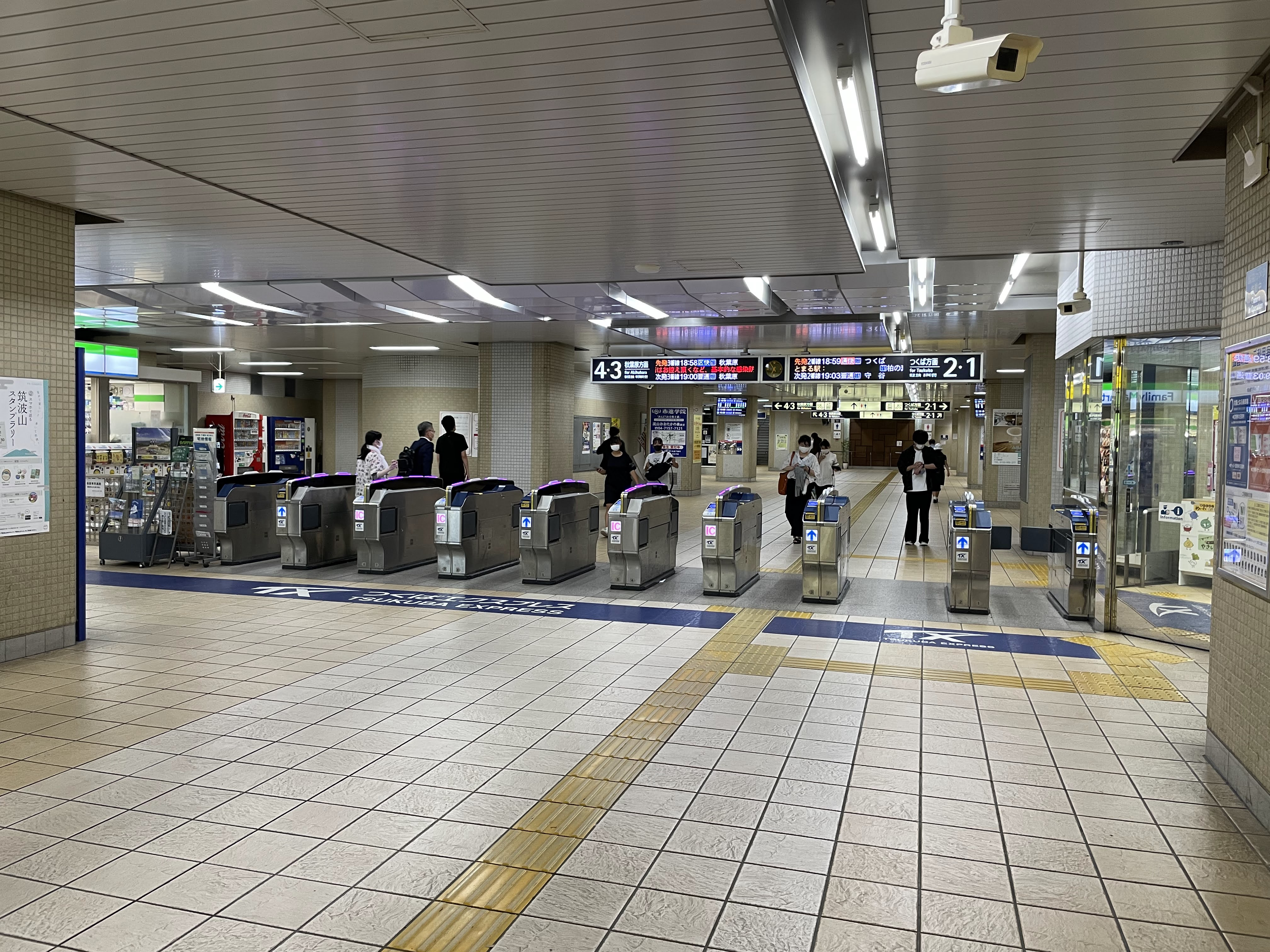
쓰쿠바 익스프레스 개찰 모습
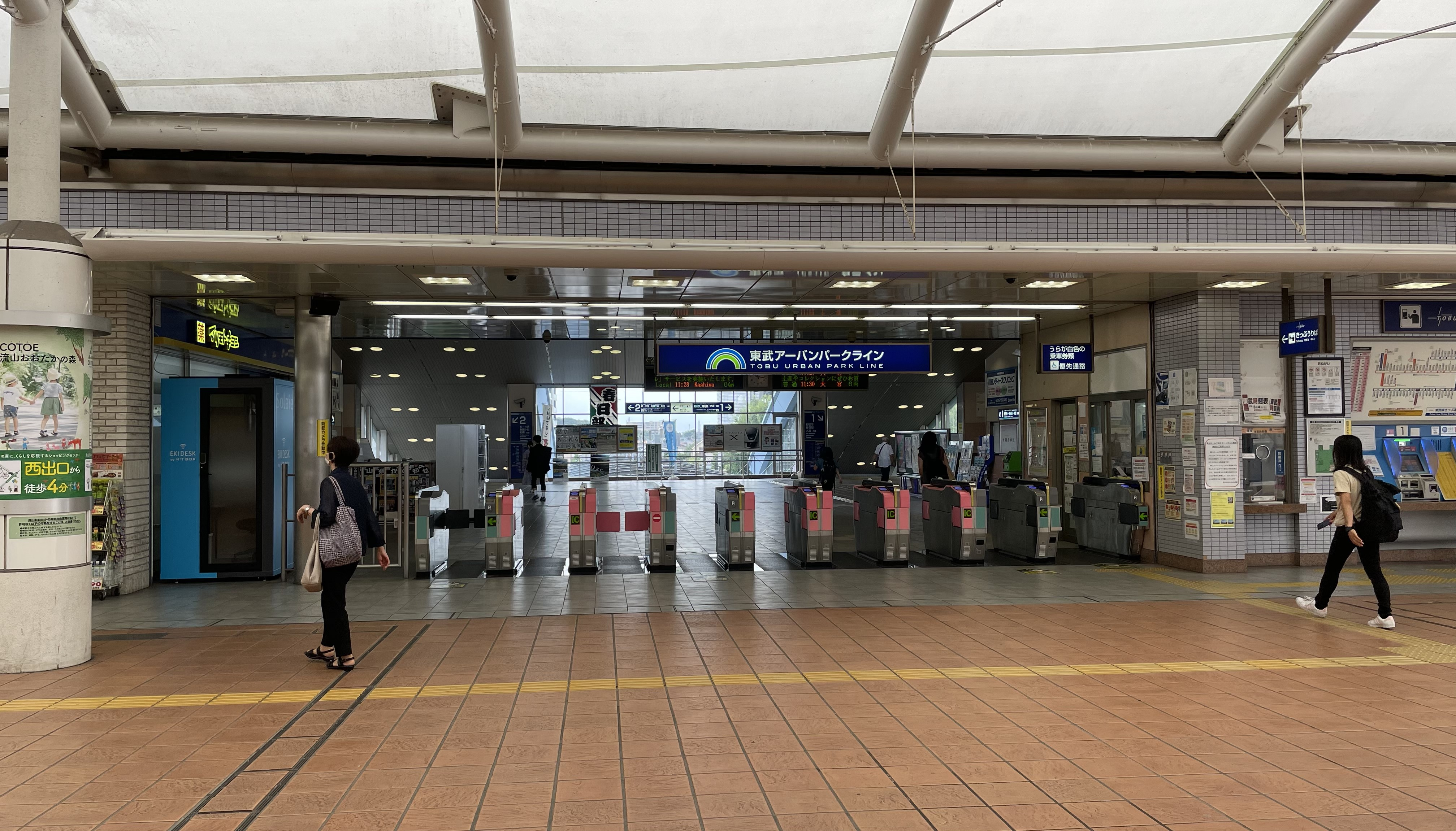
도부 철도의 개찰 모습
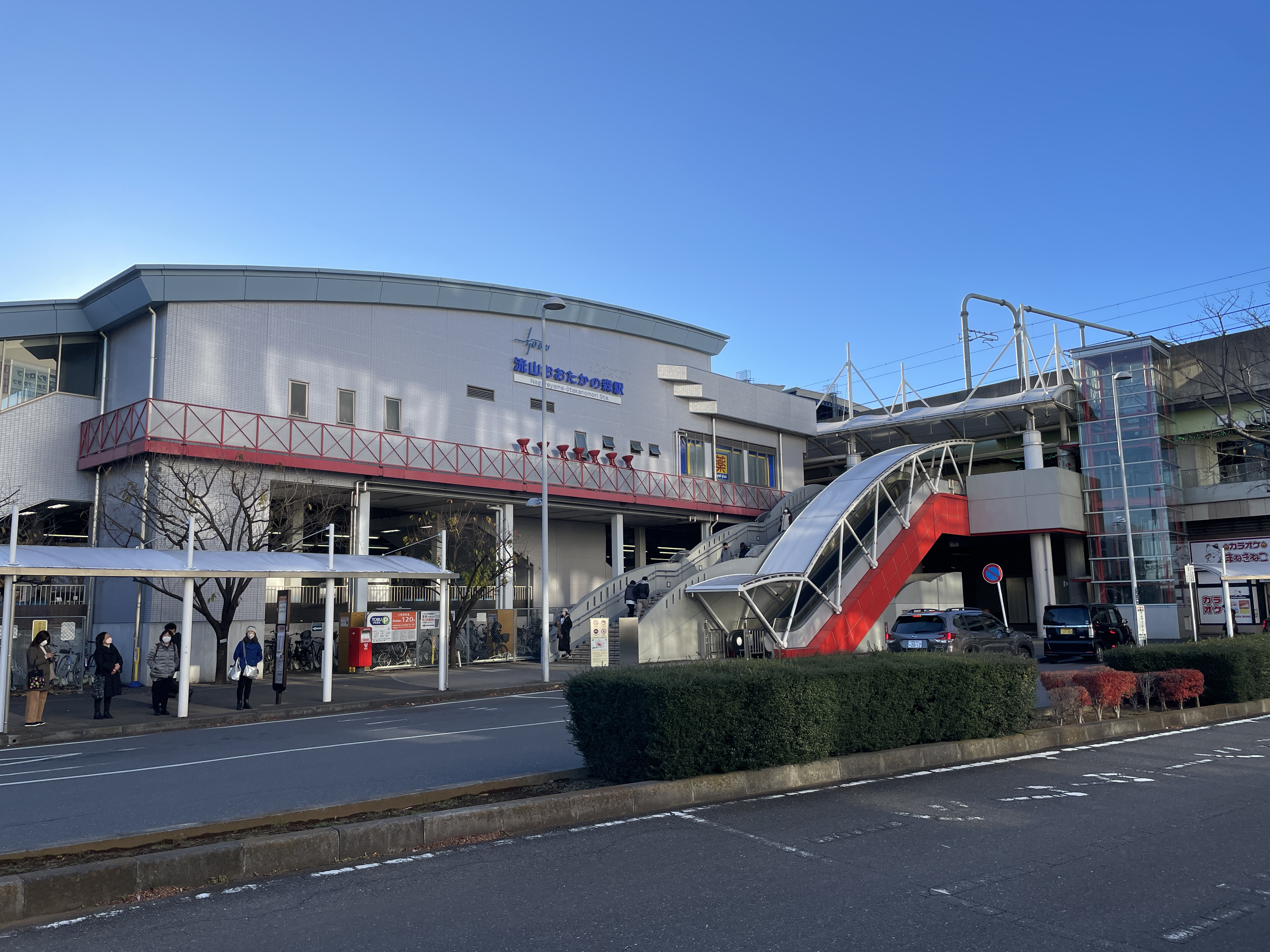
동쪽 출구 외관

## 인접역
| 수도권 신도시 철도 쓰쿠바 익스프레스     | 수도권 신도시 철도 쓰쿠바 익스프레스 | 수도권 신도시 철도 쓰쿠바 익스프레스 |
| ---------------------------------------- | ------------------------------------ | ------------------------------------ |
| 10 미나미나가레야마 아키하바라 방면      | ■ 쾌속                               | 모리야 15 쓰쿠바 방면                |
| 10 미나미나가레야마 아키하바라 방면      | ■ 통근쾌속 ■ 구간쾌속                | 가시와노하 캠퍼스 13 쓰쿠바 방면     |
| 11 나가레야마 센트럴파크 아키하바라 방면 | ■ 보통                               | 가시와노하 캠퍼스 13 모리야 방면     |
| 도부 철도 노다 선                        |                                      |                                      |
| TD 21 하쓰이시 오미야 방면               |                                      | 도요시키 TD 23 가시와 방면           |